# Villa di Poggio Imperiale
A Villa del Poggio Imperiale (em português: Villa da Colina Imperial) é um antigo palácio Grã-Ducal. Localiza-se na colina de Arcetri, a Sul da Viale dei Colli, em Florença. Originariamente era uma villa da família Médici chamada Villa di Poggio Baroncelli, embora seja actualmente a villa medicea com o aspecto menos fiel ao original.

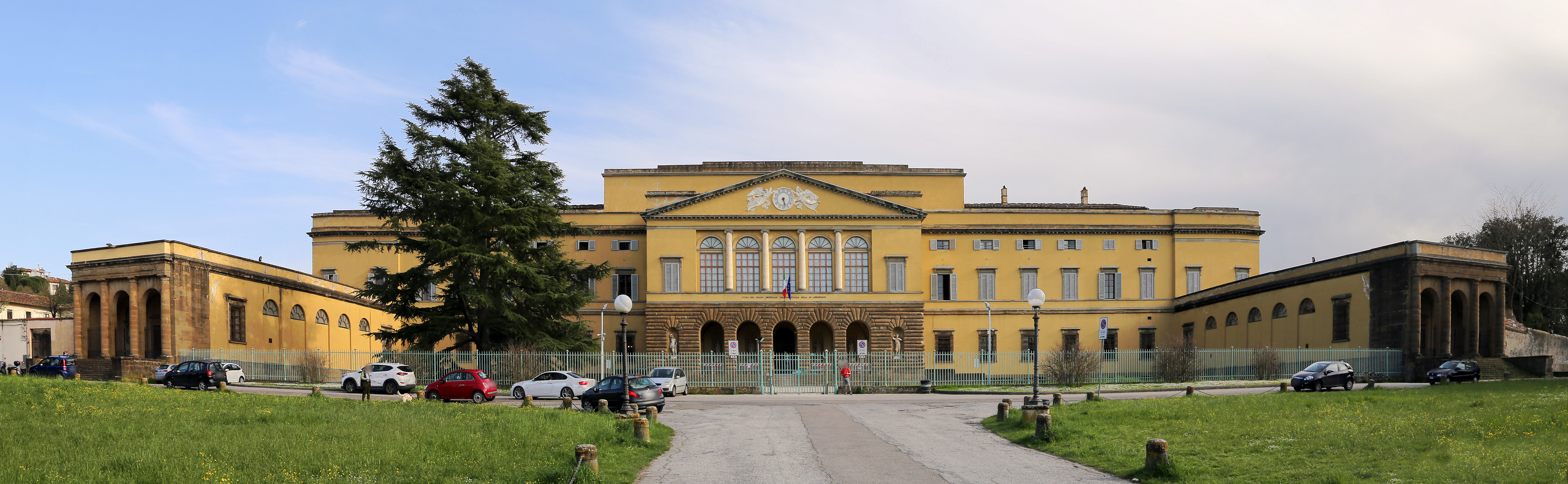
Fachada da Villa di Poggio Imperiale.

De começos obscuros, tornou-se consecutivamente uma possessão dos Médici, cenário de um homicídio e casa de um marido infiel, e um opulento refúgio para uma Grã-Duquesa com pretensões imperiais. Mais tarde dada à irmã de Napoleão Bonaparte, foi reclamado pelos governadores hereditários da Toscânia antes de ser finalmente convertido numa prestigiosa escola feminina. Durante a sua longa história, tem estado frequentemente no centro da turbulenta história da Itália, tendo sido reconstruído e redesenhado diversas vezes.
Nos nossos dias hospeda um externato feminino e uma escola estatal.

## Era Medici

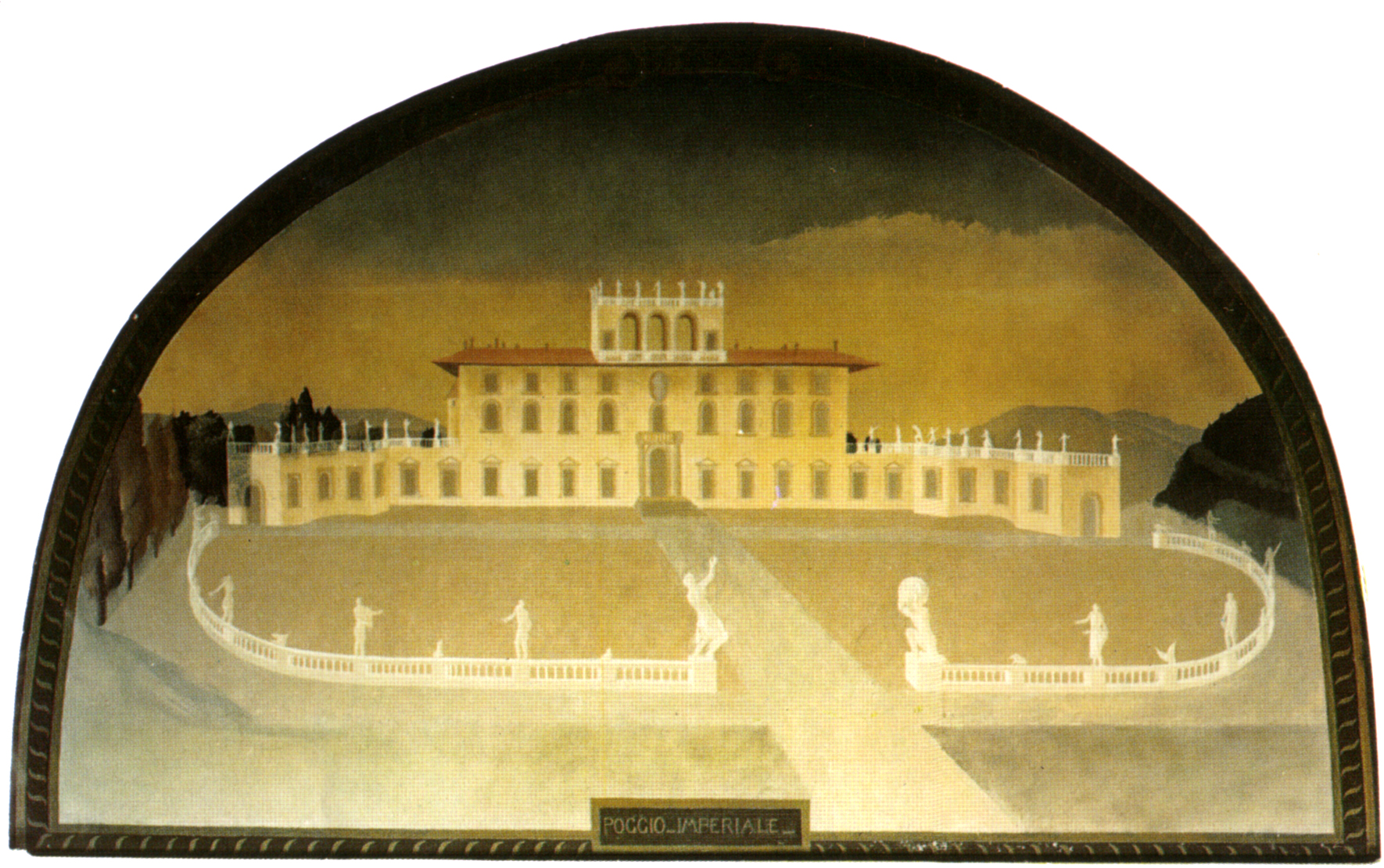
Gravura representando a Villa di Poggio Imperiale no início do século XVIII.

A Villa foi propriedade dos Grã-Duques da Toscânia — os Médici. No entanto, a história documentada começa no século XVI uma pequena villa no local, conhecida como "Villa del Poggio Baroncelli" em referência à família que a construiu, foi vendida à família Salviati, em 1548. Os Salviati foram uma antiga Família Ducal Florentina. Em 1565 a propriedade dos Salviati fopi confiscada por Cosme I, que deu a villa à sua filha, Isabella de Médici, e ao marido desta, Paolo Giordano I Orsini. Depois do assassinato de Isabella pelo seu marido, a villa passou para o seu filho, Don Virginio Orsini.
Em 1618, a villa foi comprada a Orsini por Maria Madalena da Áustria, esposa do futuro Grão-Duque Cosme II, sendo completamente reconstruída entre 1622 e 1625 segundo o desenho do arquitecto Giulio Parigi. A villa foi duplicada de tamanho com um grande corps de logis flanqueado por duas alas oblíquas mais baixas. O interior da villa foi decorado, de acordo com as exigências da Grã-Duquesa, pelo artista Matteo Rosselli. Foi nesta época que a villa foi ligada à cidade por uma monumental alameda e lhe foi dado o título "Imperial" de "Villa del Poggio Imperiale" — Maria Madalena era a irmã do Sacro Imperador Romano-Germânico, Fernando II.
O trabalho de construção foi muito dispendioso, tal como era o trabalho que decorria em simultâneo no Palazzo Pitti. As finanças dos Médici haviam-se deteriorado desde o tempo de Cosme, o Velho, e a decisão do Grão-Duque de encerrar as poucas filiais que restavam do Banco Médici nesta época implicou que o povo da Toscânia fosse forçado a pagar impostos crescentes para financiar os projectos do edifício. Depois da morte de Cosme II, as extravagâncias e o luxo sem precedentes da Corte na Villa di Poggio Imperiale e no Palazzo Pitti, durante a regência conjunta de Maria Madalena e da sua sogra, Cristina de Lorena, esvaziaram severamente as finanças dos Médici.
Em 1659 a propriedade foi adquirida por Fernando II e pela sua esposa, Vittoria Della Rovere, que mandaram ampliar a villa e embelezá-la com mármores. No entanto, seria com os sucessores dos Médici, a  Casa de Habsburgo-Lorena, que a villa atingiria o seu zénite.

## Era Habsburgo-Lorena

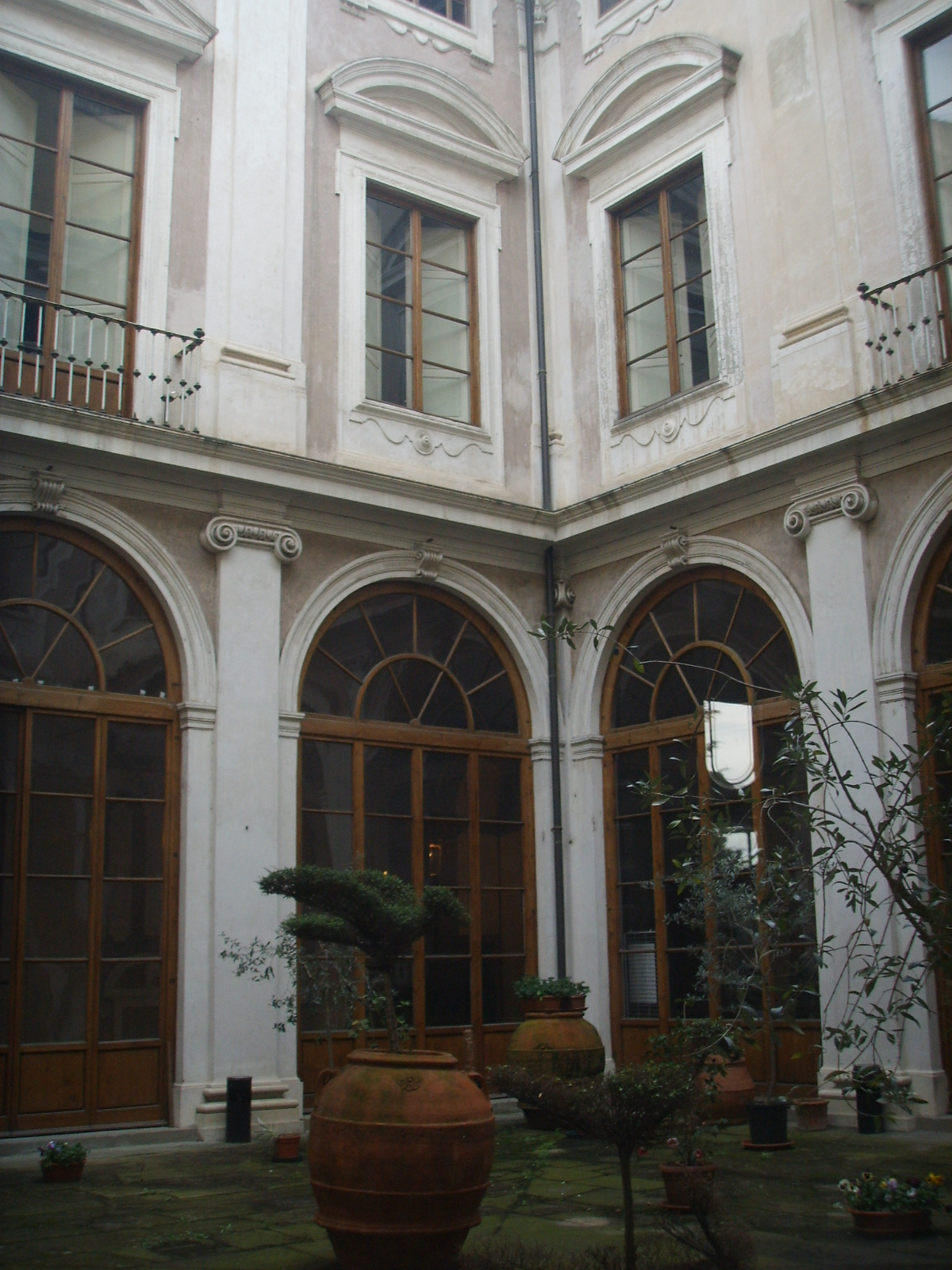
Um canto do pátio principal. Os frontões segmentados do século XVIII sobre as janelas sobreviveram à reconstrução novecentista.

A villa foi novamente redesenhada e renovada em 1776 por Gaspare Maria Paoletti, para Leopoldo II. O trabalho prolongou-se por mais de 15 anos e incluiu muitos estuques e obras de gesso no interior. Foram criadas alas extra e várias fachadas secundárias redesenhadas em estilo neoclássico; apenas a fachada principal permaneceu inalterada.
A villa foi sempre uma residência secundária das famílias governantes da Toscânia, favorecida durante a Primavera e o Outono. Convenientemente fechada para a Corte, a qual residia no Palazzo Pitti, e rodeada por uma propriedade com 17 quintas, servia como refúgio rural. No entanto, sempre foi apenas mais uma das várias villas e palácios disponíveis para a Família Grã-Ducal, tendo a sua popularidade aumentado e esvanecido. No final do século XVIII, o Grão-Duque Fernando III arrendou a villa ao Rei Carlos Emanuel IV da Sardenha. Carlos Emanuel viveu ali apenas durante um mês, a partir de 17 de Janeiro de 1799. Foi nesta villa que, ao encontrar o Conde Vittorio Alfieri (companheiro da Princesa Luisa Stuart, esposa do "Jovem Impostor" Carlos Eduardo Stuart, pretendente ao trono britânico), Carlos Emanuel expressou a muito citada frase "Voici votre tyran!" (Contemplai o vosso tirano).
A actual fachada principal monumental foi criada em 1807 pela recém elevada Grã-Duquesa da Toscânia, Elisa Bonaparte. O arquitecto escolhido foi Giuseppe Cacialli, que desenhou a grande fachada usando desenhos do admirador e imitador de Paoletti, Pasquale Poccianti, uma arquitecto mais conhecido pelo seu trabalho mais tardio, a Cisterna de Livorno.

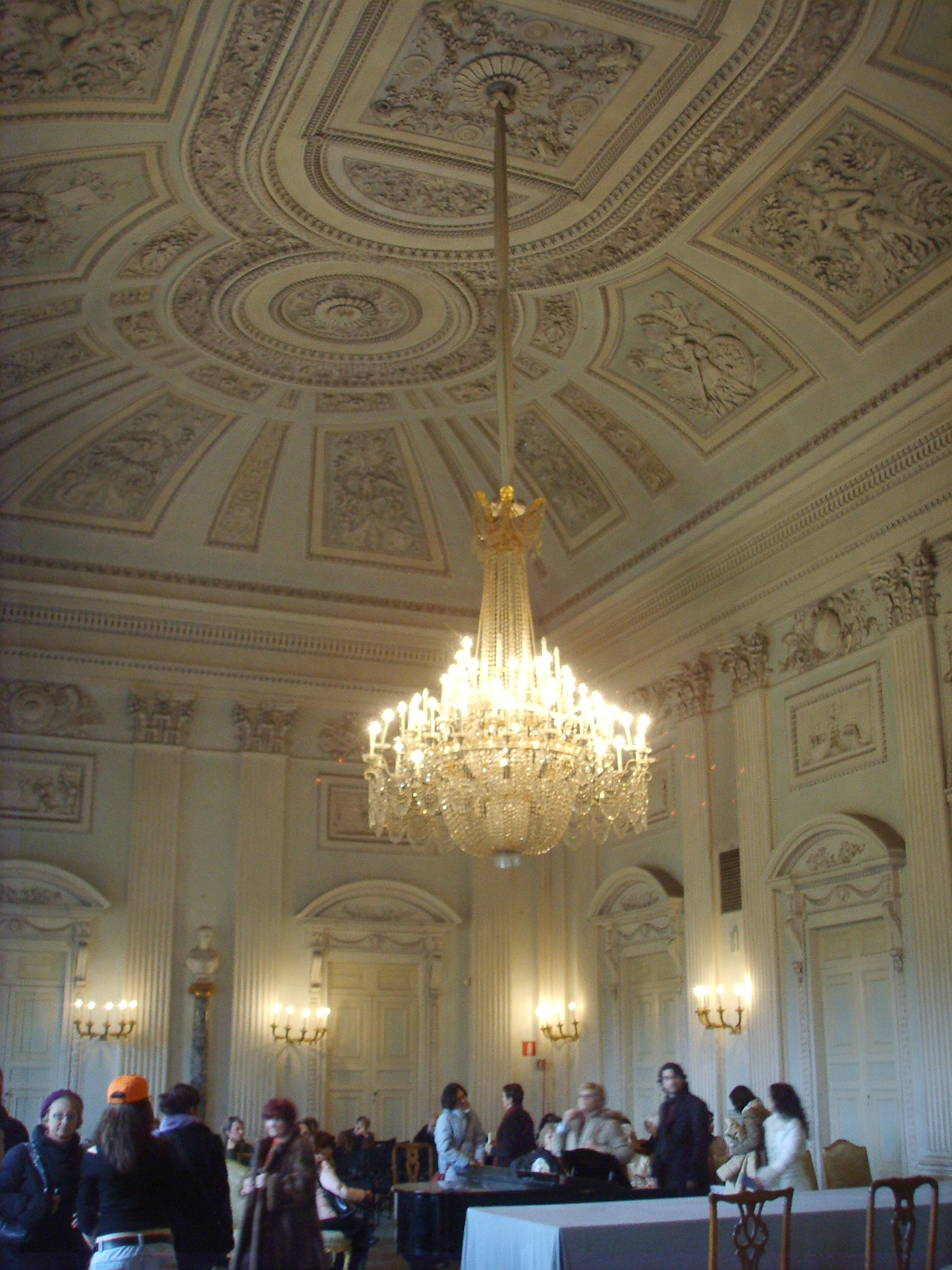
Os trabalhos em gesso do Salão Branco.

O Neoclassicismo foi um estilo que se desenvolveu como uma reacção contrastante com os mais ornados estilos Barroco e Rococó que o precederam. Não foi uma tendência de fazer pastiches de desenhos clássicos mas uma força criativa de um novo modo de arquitectura baseado em formas simples mas racionais, com planos claros e ordenados. Milão tornou-se no centro da arquitectura neoclássica italiana. Os trabalhos de Leopoldo Pollak e Giuseppe Piermarini eram semelhantes ao neoclassicismo encontrado de Londres a Munique. No entanto, em Itália (fora de Milão), estes novos ideais foram frequentemente mais pronunciados e severos que no Norte da Europa. Florença chegou a ser o local de nascimento de uma nova forma arquitectónica, e as fachadas da Villa di Poggio Imperiale são austeras mesmo para os padrões do neoclassicismo italiano.
A fachada é severa e plana, sendo a única variação e ornamento o bloco central projectado com as suas cinco secções. Este bloco possui um piso térreo rusticado perfurado por cinco arcos que conduzem ao pátio interior. No primeiro andar fica uma galeria vidrada, igualmente com cinco secções. Este bloco de apenas dois pisos, coroado por um frontão baixo, é flanqueado por duas alas simétricas de ainda maior severidade. Cada um dos dois andares, com um baixo mezzanino por cima, tem a mesma altura do frontão do bloco central, ao qual é dada uma proeminência extra pelo peitoril por trás do frontão.
As severidades do exterior da villa foram compensadas pela exuberância do interior. Um série de grandes salões foi decorada com trabalhos de gesso em estilos clássicos. A capela, com afrescos de Francesco Curradi, permanece inalterada desde o século XVII.

## Pós-Risorgimento

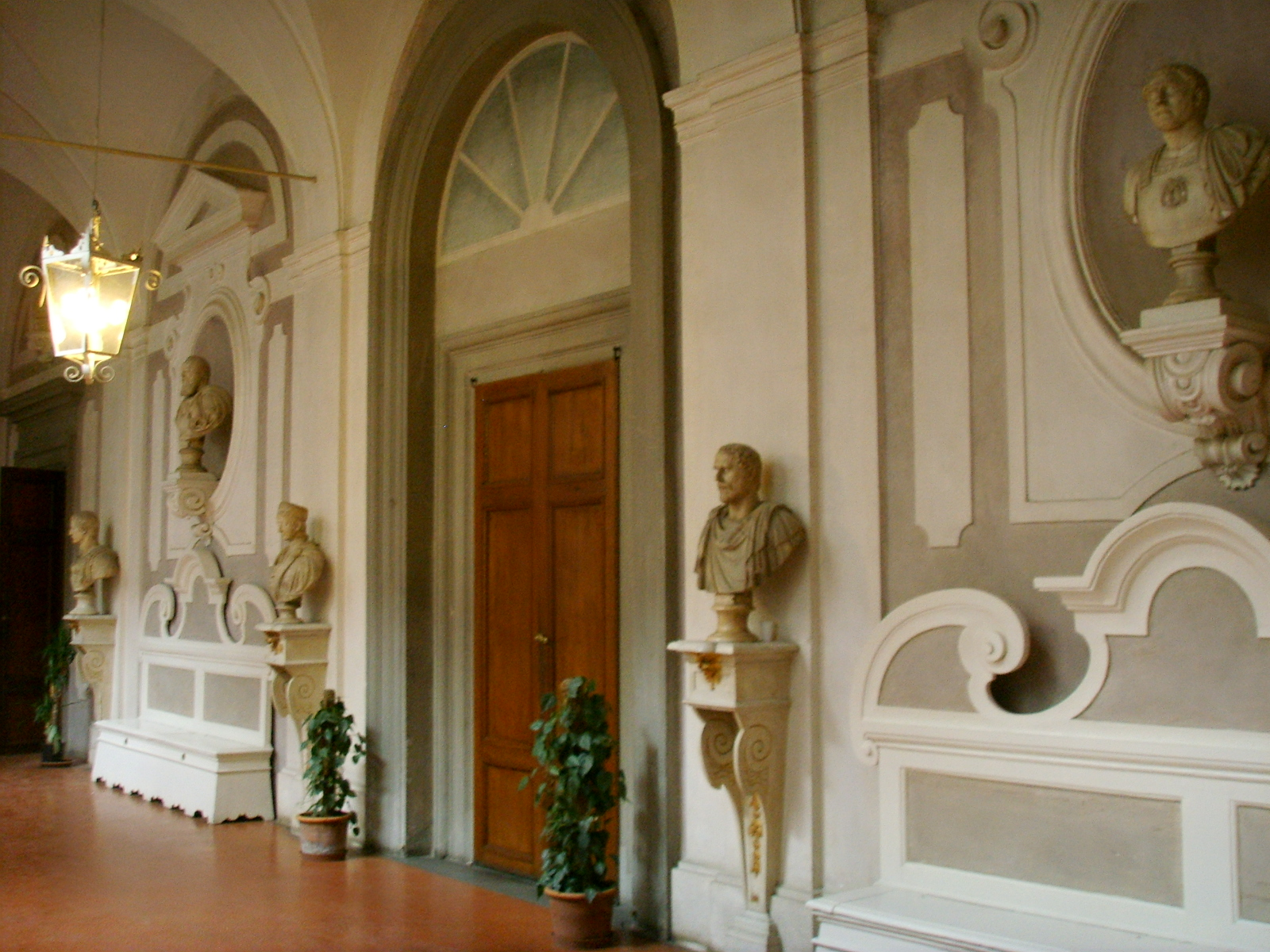
O interior da arcada vidrada que rodeia o pátio principal.

A partir de 1849, a história política de Florença e da Toscânia tornou-se torbulenta. Leopoldo II, o último Grão-Duque governante, foi substituído por uma constituição republicana. O Grão-Duque, apesar de ser nomeado mais tarde como um líder constitucional da república, foi forçado a abdicar. No dia 27 de Abril de 1859 o Grão-Ducado foi extinto, tendo o Grão Duque da Toscânia e a sua família deixado Florença pacificamente. Foi um golpe sem derramamento de sangue tendo a família partido com "respeitosos cumprimentos de despedida do povo". A Toscânia tornou-se, então, parte das breves Províncias Unidas da Itália Central.
No dia 5 de Março de 1860, a Toscânia votou num referendum para decidir acerca da junção ao Reino da Sardenha. Este foi um importante passo na Unificação da Itália (o Risorgimento), que se seguiria pouco depois. Em 1865, Florença tornou-se, por um breve período, na capital de uma Itália unida. O Palazzo Pitti tornou-se no Palácio Real Italiano. O novo Rei da Itália, Vittorio Emanuele II, com muitos palácios à sua disposição e uma obrigação de viajar através da Itália no interesse da unificação, tinha pouca necessidade de um grande palácio secundário, tal como a Villa di Poggio Imperiale, a tão pouca distância do Palazzo Pitti.
A indesejada e, nesta época, bastante negligenciada villa, agora na posse do estado, tornou-se num exclusivo internato feminino, "L'Istituto Statale della Ss. Annunziata" (O Istituto Estatal da Santíssima Anunciação). A escola foi fundada sobre o patrocínio de Leopoldo II e da sua esposa, Maria Anna de Saxónia, em 1823, para providenciar a educação das filhas da nobreza florentina. A sua casa original na "Via della Scala", no centro da cidade, foi requisitada para gabinetes governamentais, pelo que foi feita uma simples troca em 1865. A escola tem ocipado o edifício desde então.
Em Janeiro de 2004, a utilização da villa pela escola foi formalizado num anúncio governamental que concedia perpetuamente o livre uso da propriedade estatal pela escola. Apenas as salas de aparato, algumas delas com afrescos de Matteo Rosselli, estão abertas ao público por convénio.

## Galeria de imagens

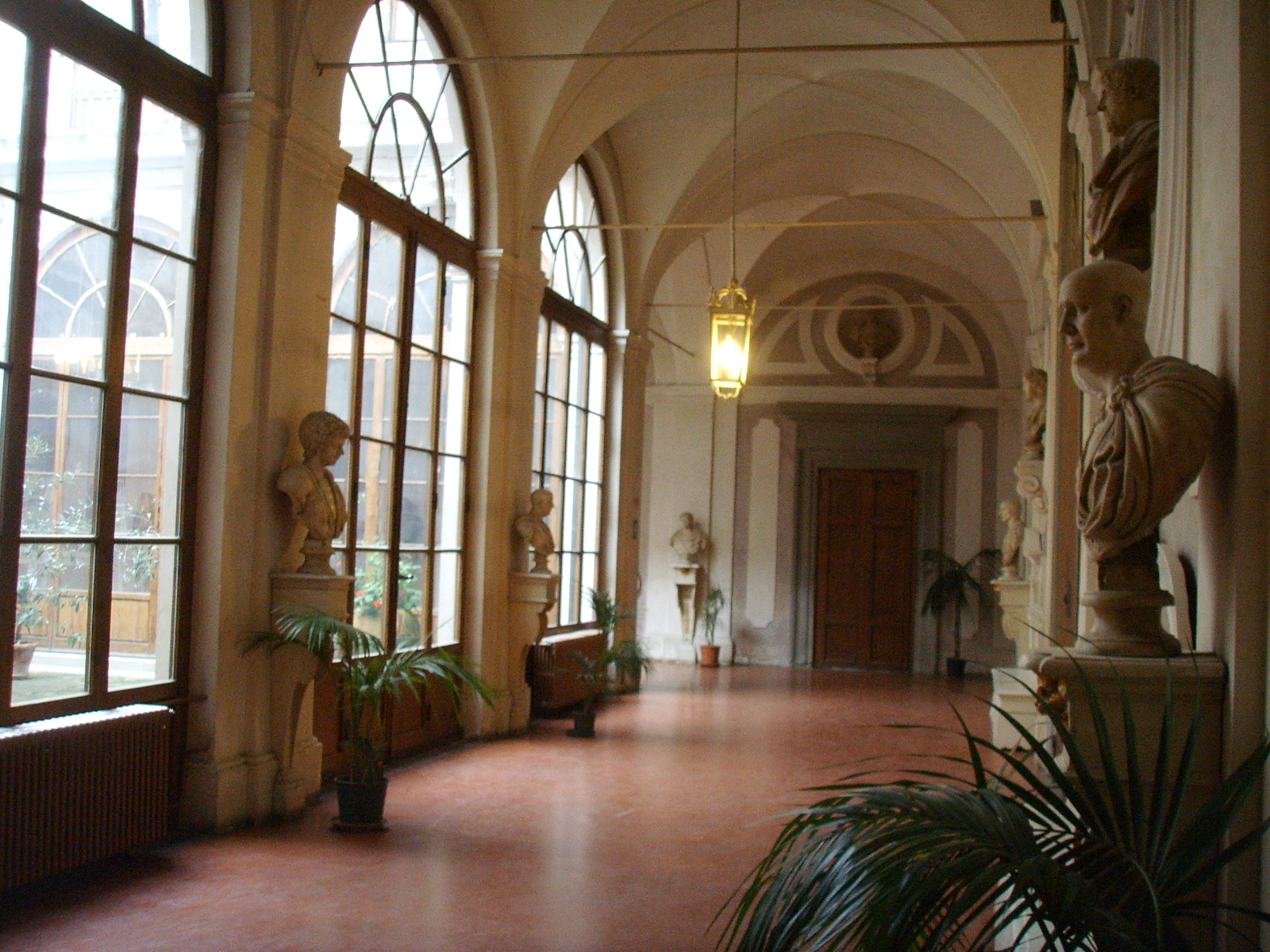
O primeiro pátio

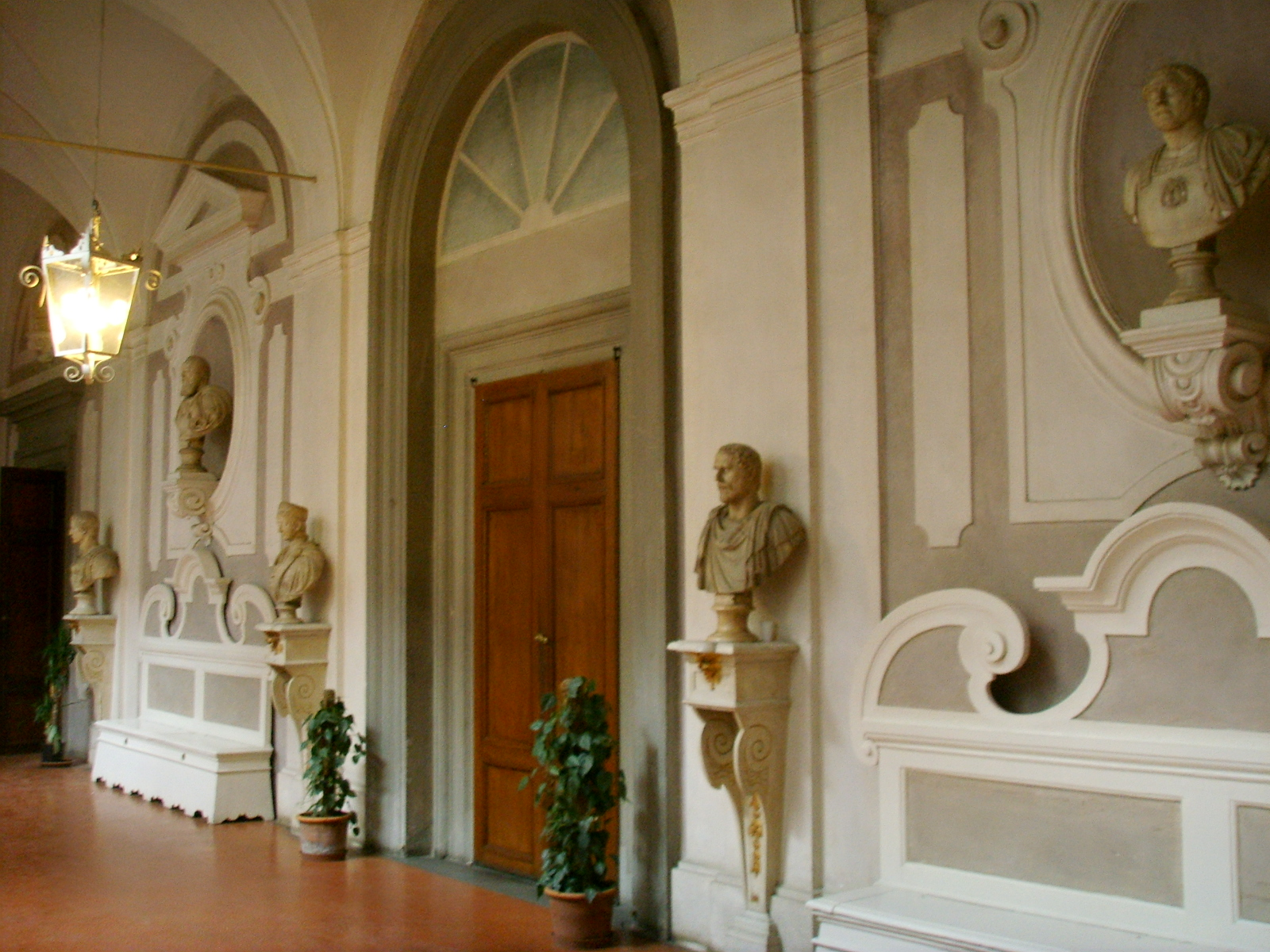
O corredor dos bustos
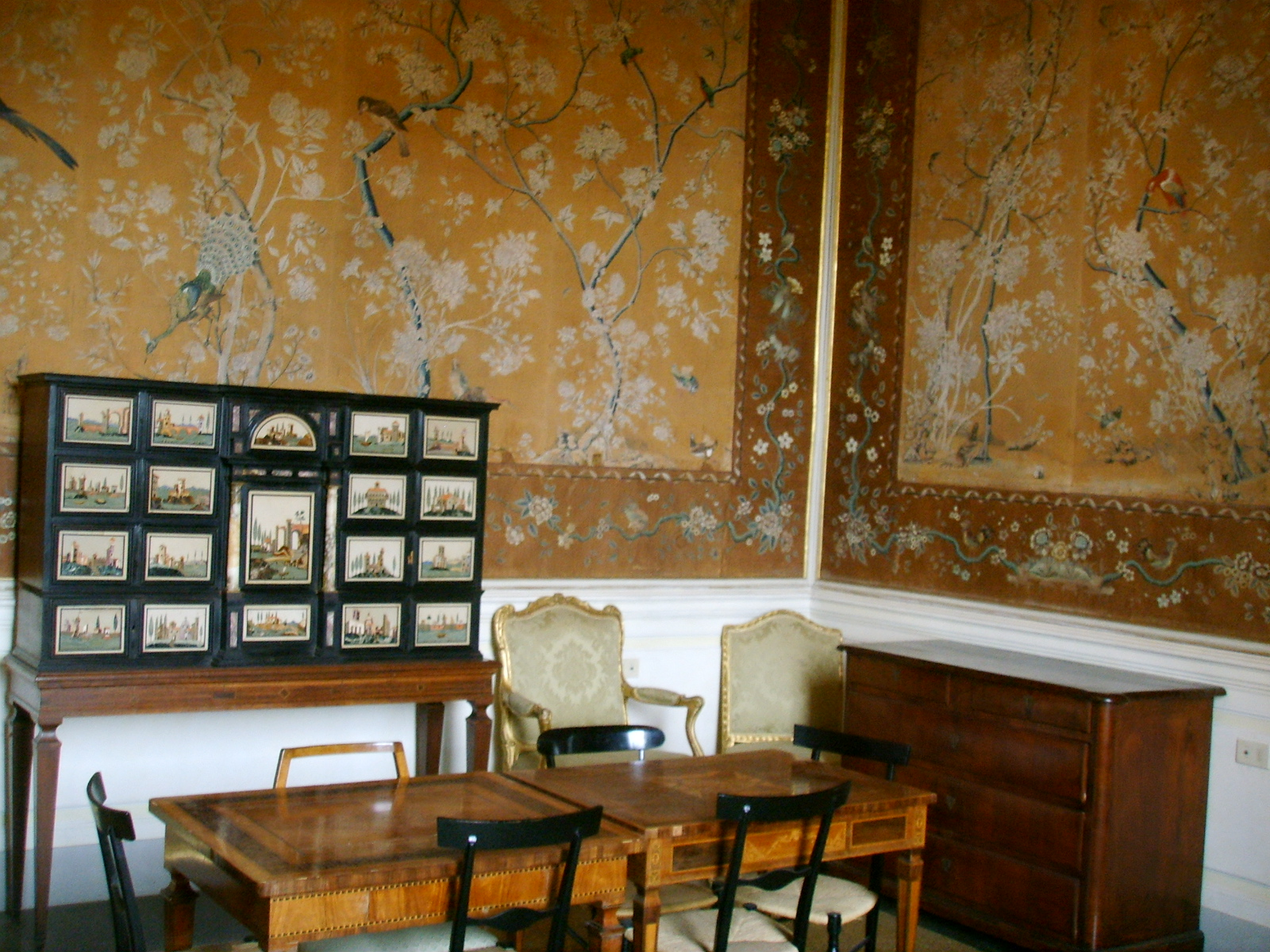
Contador chinês
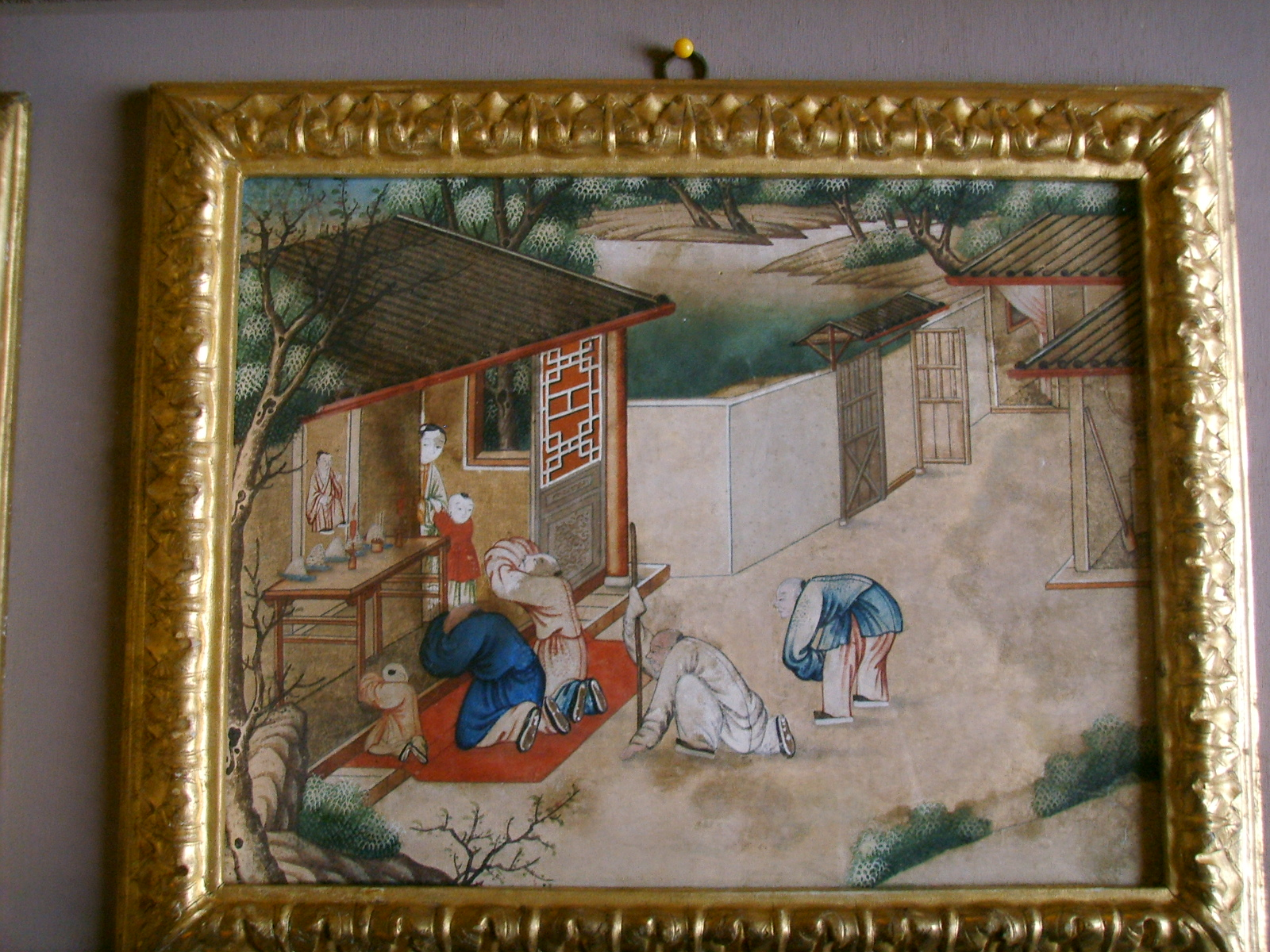
Preghiera al tempio, quadro chinês
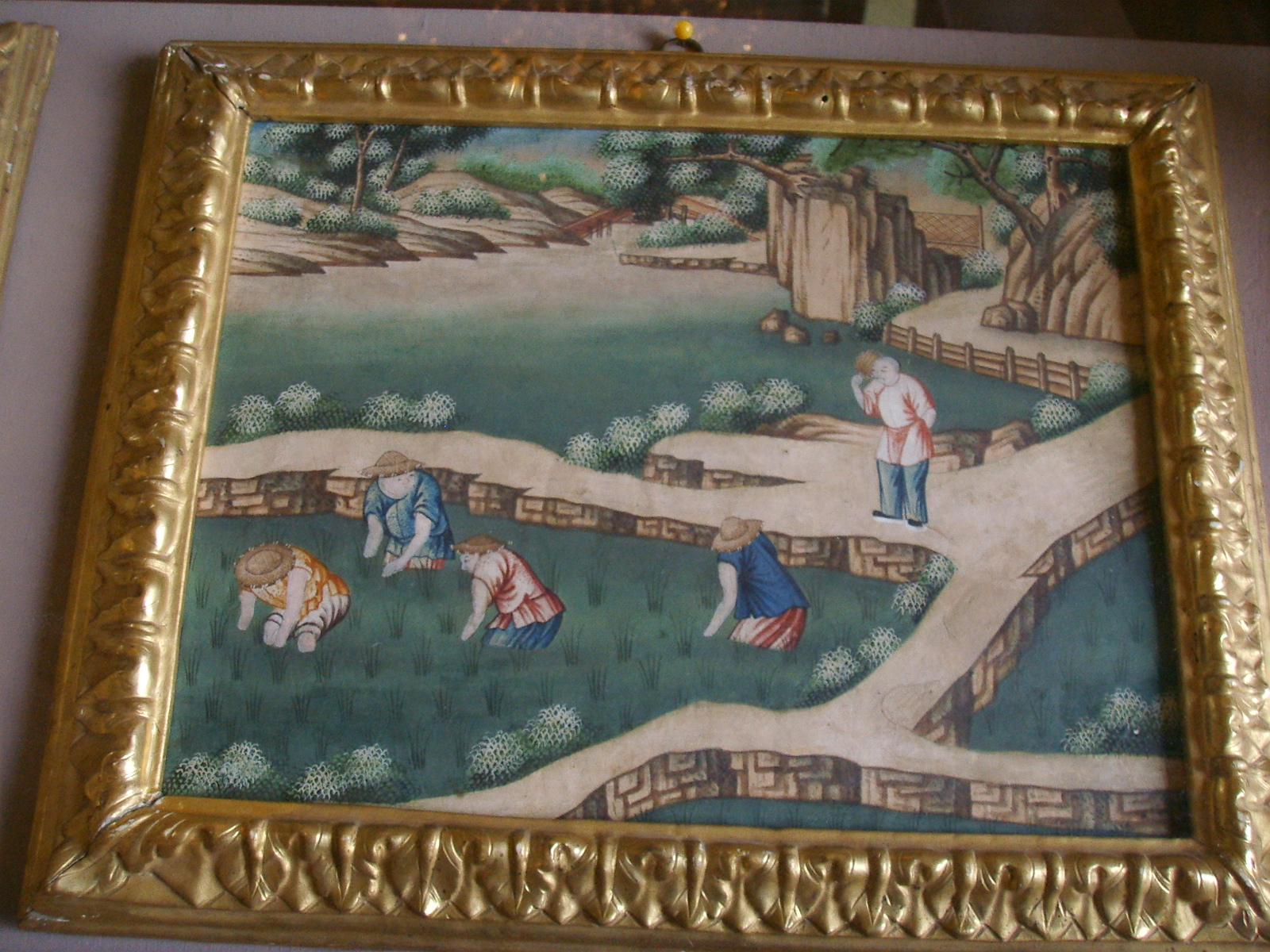
Coltivazione del riso, quadro chinês
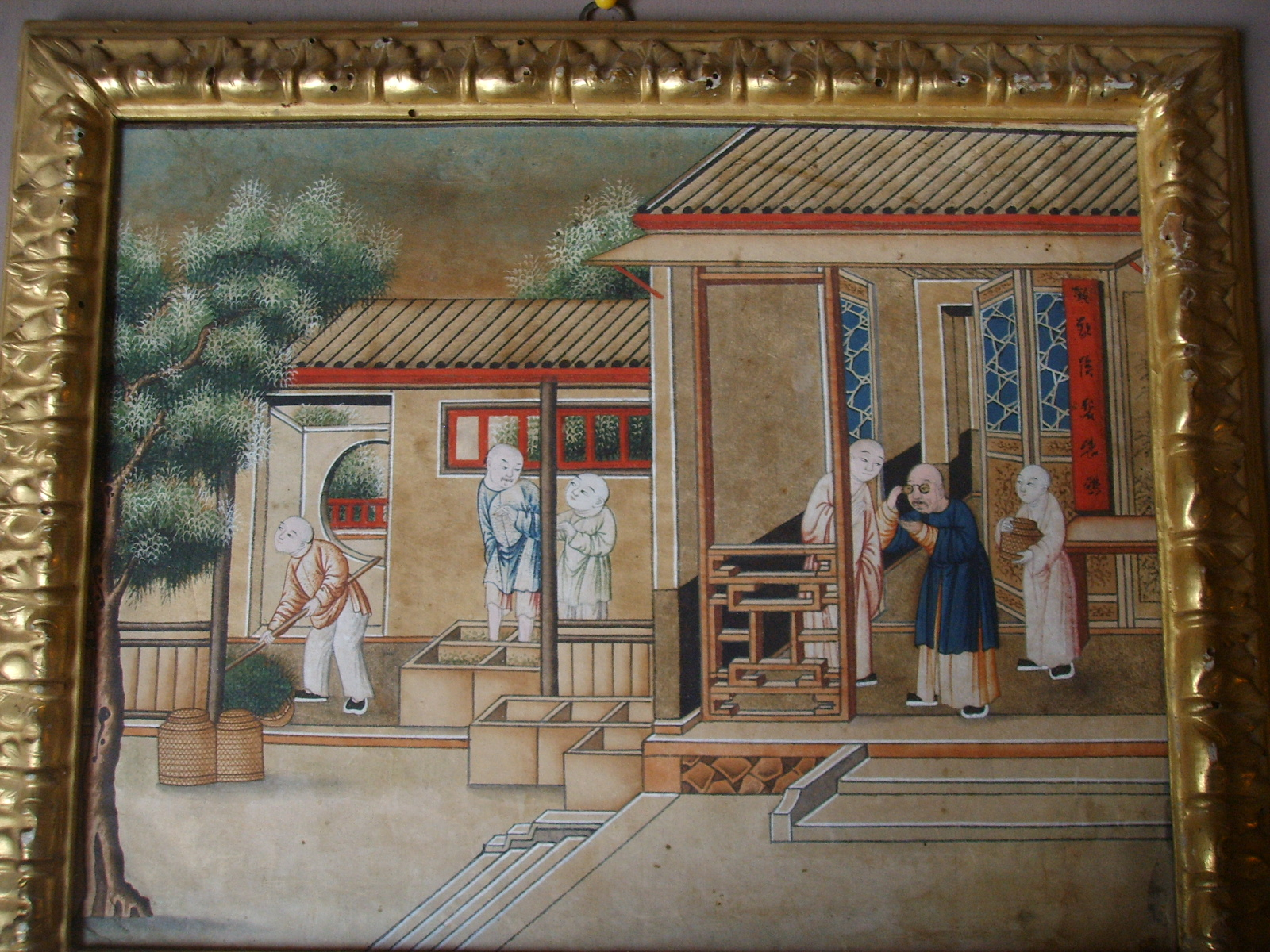
Lavorazione del the, quadro chinês
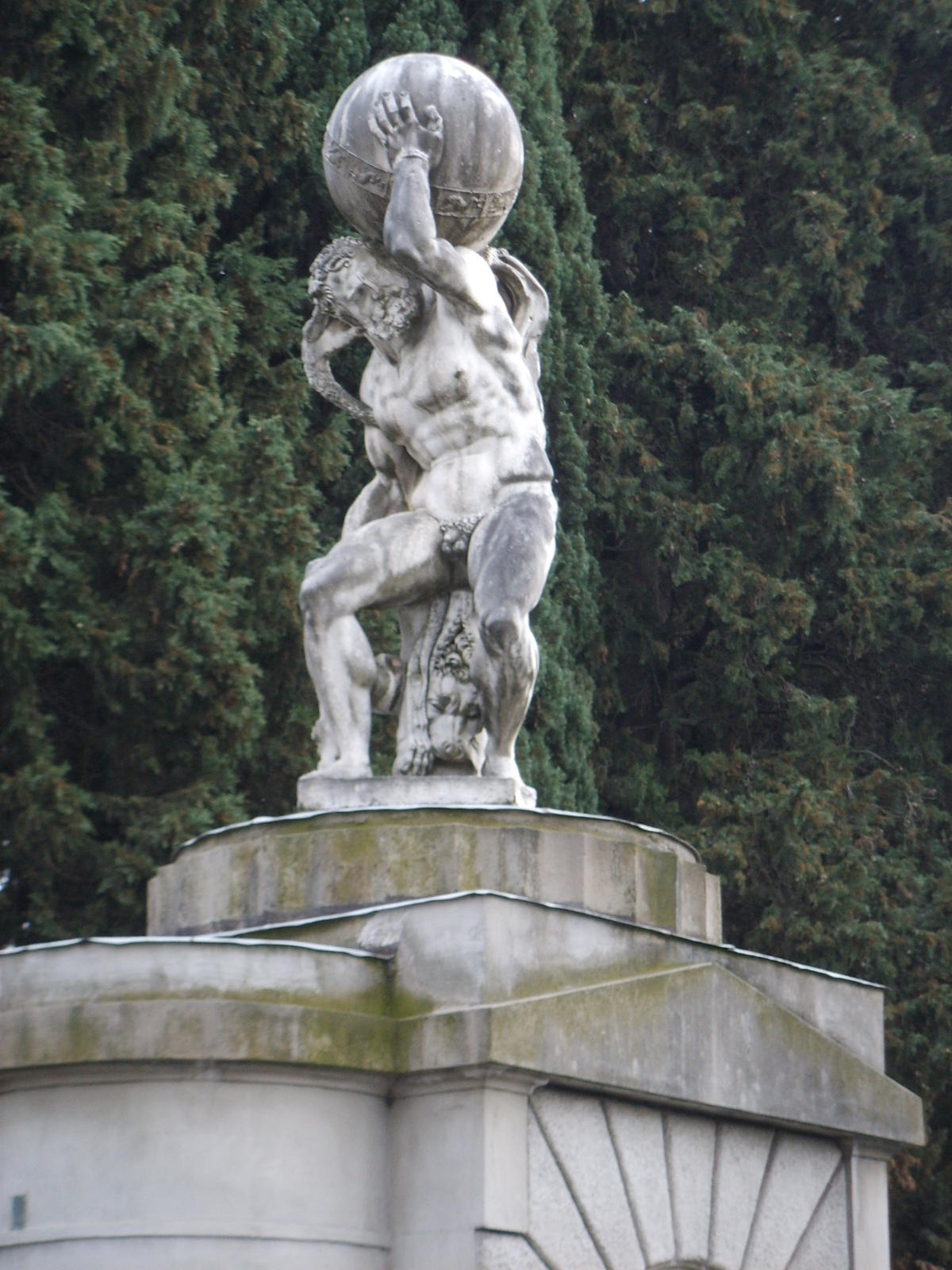
Hércules carregando o céu, de Vincenzo de' Rossi
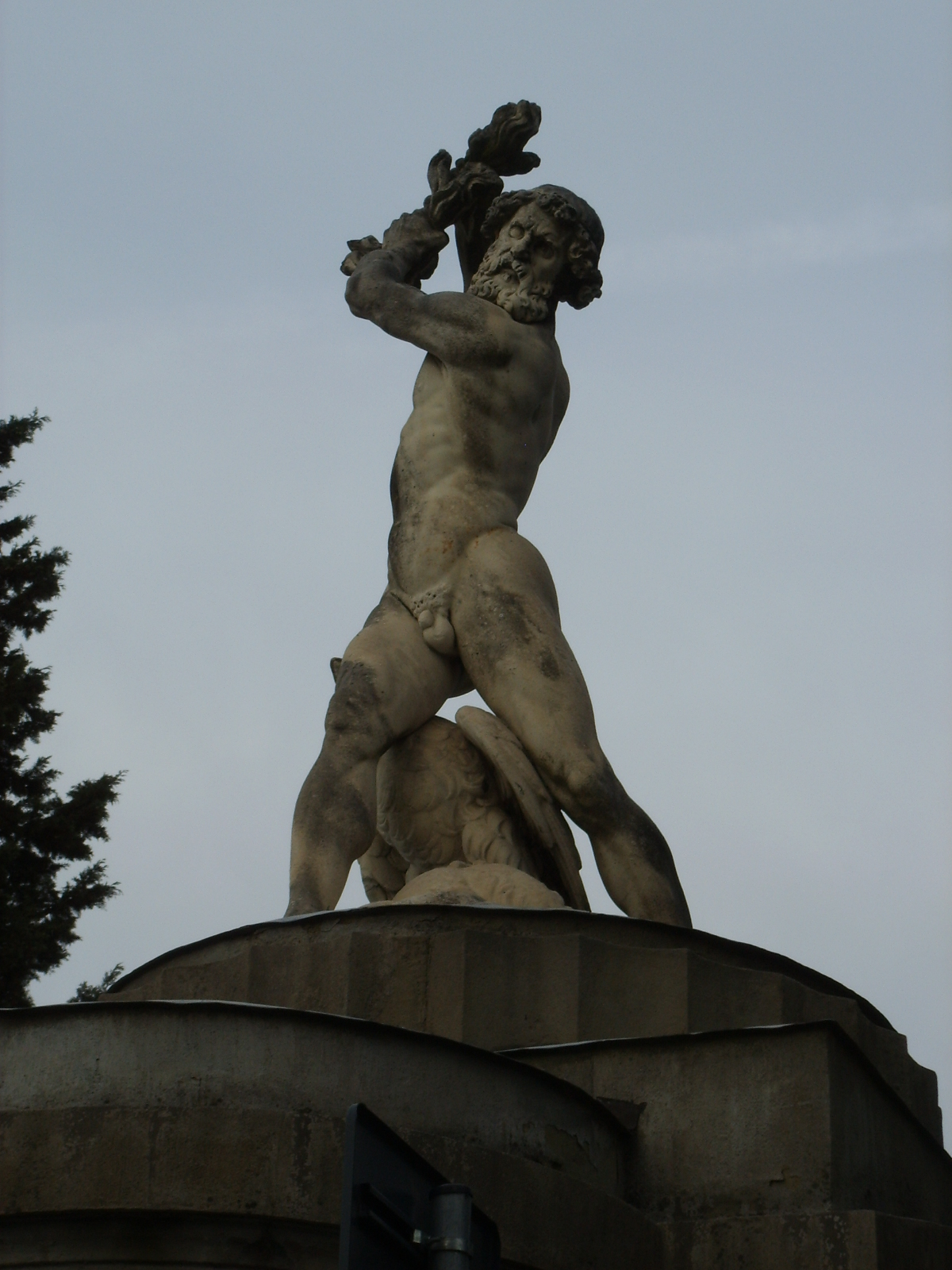
Estátua da autoria de Felice Palma
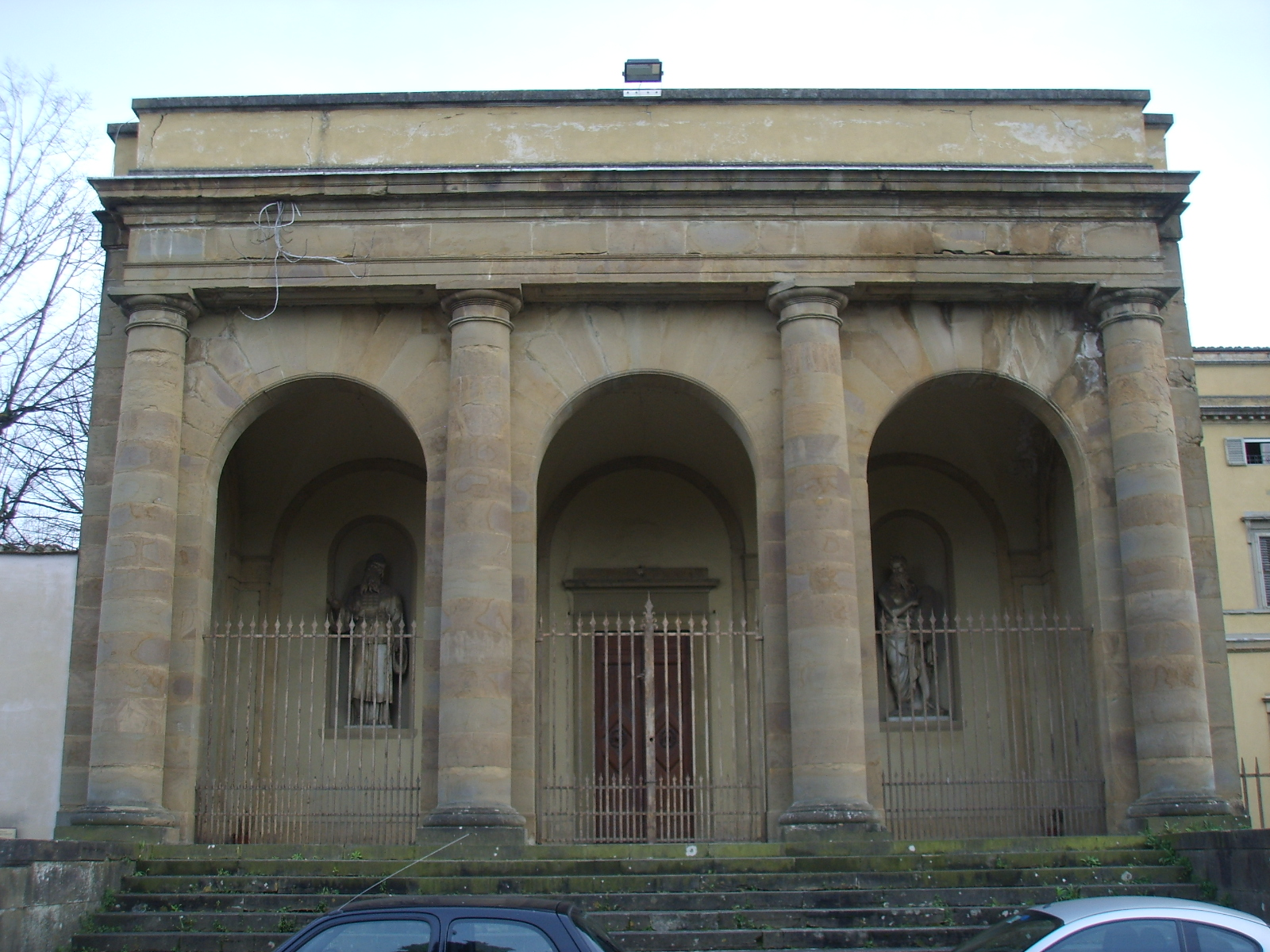
A Capela